# Ophidiogorgia
Ophidiogorgia is een geslacht van neteldieren uit de klasse van de Anthozoa (bloemdieren).

## Soorten
- Ophidiogorgia kuekenthali (Gravier, 1913)
- Ophidiogorgia paradoxa Bayer, 1980